# Palais de justice de Trieste
Pour les articles homonymes, voir Palais de justice.
 (février 2020).
Le Palazzo di Giustizia est un bâtiment judiciaire de Trieste situé près du Foro Ulpiano. 

## Histoire
Le projet d'un palais de justice imposant et scénographique, conçu presque comme un bâtiment du Ring viennois, a été élaboré par l'architecte A. Spinnler, chargé de la construction des palais de justice de Marburg, tandis que les croquis et dessins pour la construction des façades sont élaborés par Enrico Nordio (it),. Il a été construit de 1912 à 1926, avec une interruption pendant la Guerre. 
Le 27 octobre 1929, le palais de justice a été officiellement inauguré par le garde de sécurité Alfredo Rocco, bien que les bureaux judiciaires n'aient été pleinement opérationnels que cinq ans plus tard. 

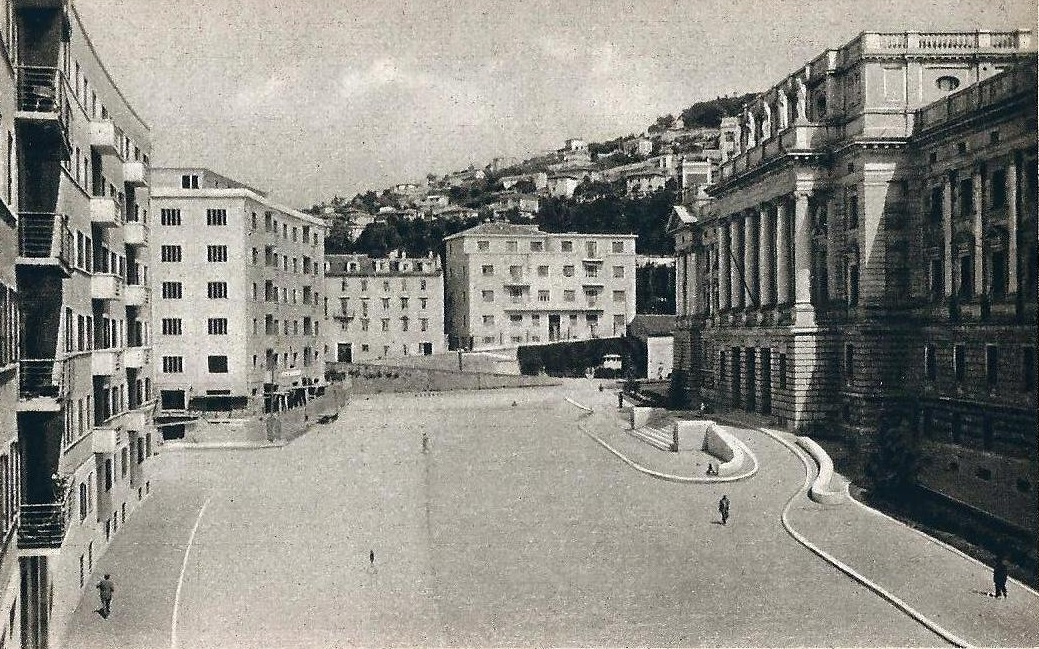
Le Forum Ulpiano devant le bâtiment
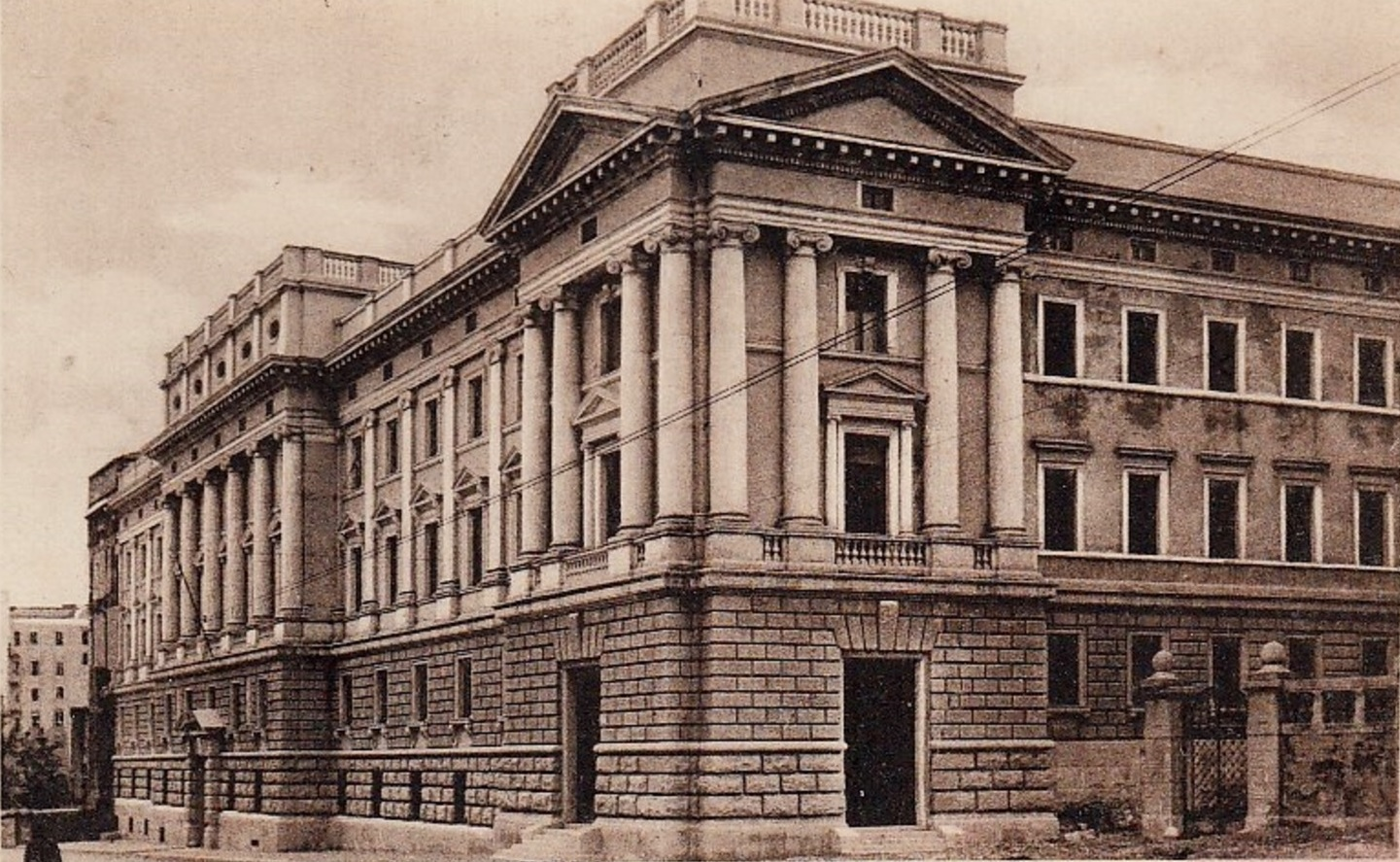
Vue latérale
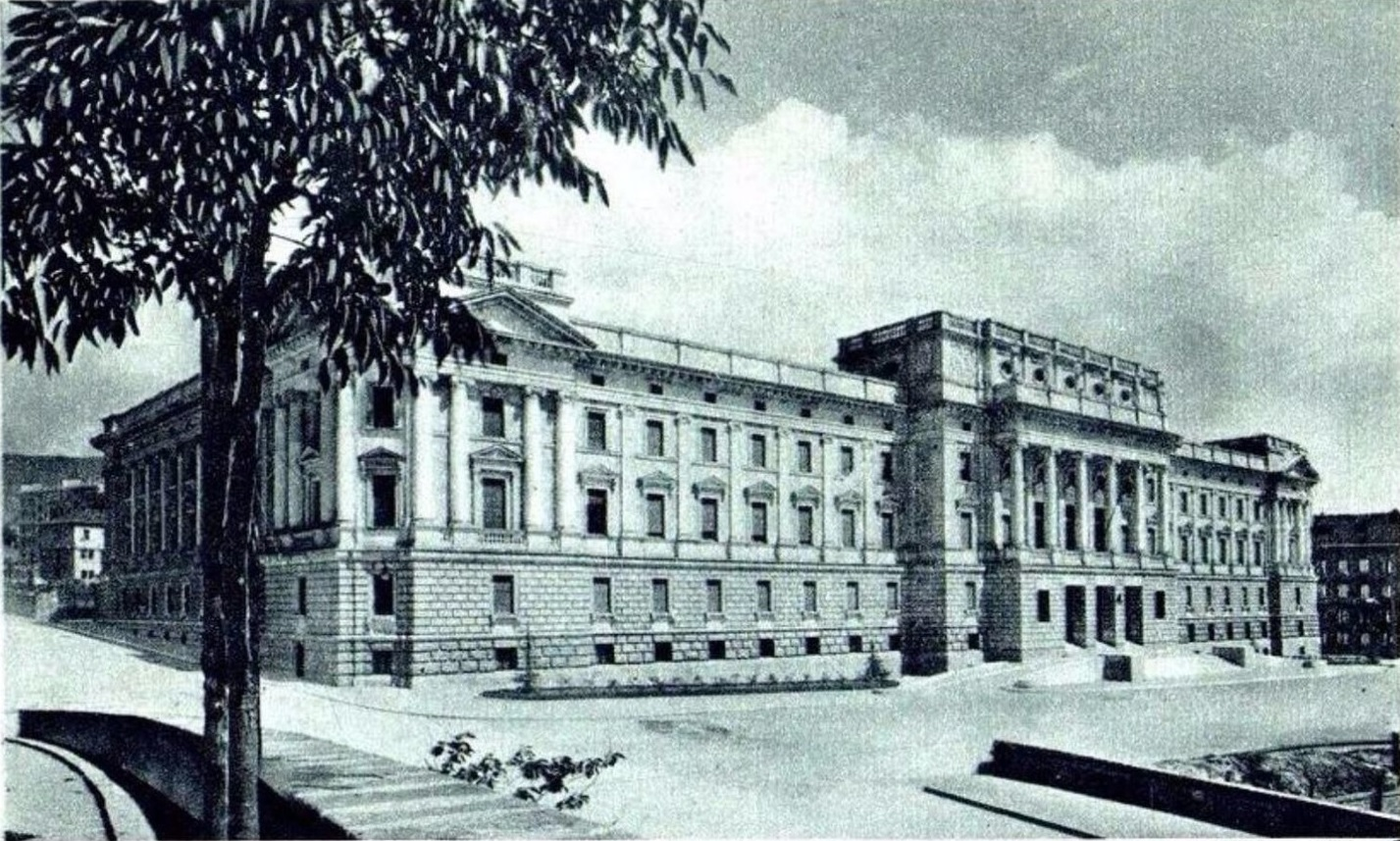
Image du bâtiment